# Sadao Otani
Sadao Otani (ur. 1892, zm. 1969) – amerykański lekarz patolog. Związany z Mount Sinai Hospital w Nowym Jorku. Opisał guz kłębka (glomangioma, guz Otaniego), ziarniniaka eozynofilowego kości i złośliwe stwardnienie naczyniowe nerek.